# Фанслер, Стэн
Стэнли Роберт Фанслер (англ. Stanley Robert Fansler; родился 12 февраля, 1965 года, Элкинс, Западная Виргиния) — американский бейсболист, питчер. Выступал в Главной лиге бейсбола (МЛБ).

## Ранние годы
Родился в Элкинсе, Западная Виргиния в семье Лоннис и Кэрол Энн Фанслеров. У Стэна было двое братьев. Его отец служил в ВВС США и в течение тридцати лет в Лесной службе США. Стэн учился в старшей школе Элкинса, где играл в бейсбол. В 1983 году был включён в третью всеамериканскую сборную среди старшеклассников.

## Профессиональная карьера
Фанслер был выбран командой «Питтсбург Пайрэтс» во втором раунде драфта МЛБ 1983 года и стал первым в истории бейсболистом из Западной Вирджинии, выбранным в первых двух раундах драфта. Сперва был отправлен в команду Лиги Нью-Йорк-Пенн «Уотертаун Пайрэтс», где имел пропускал в среднем 8,05 ранов за 9 иннингов. В следующем сезоне он снизил это число более чем втрое, став лучшим в команде по ERA (2,01) и страйкаутам (78). Уже в 1985 году он был переведён в команду Трипл-Эй «Гавайи Айлендерс», будучи на 5,7 лет моложе среднего игрока лиги.
В конце августа 1986 года «Питтсбург Пайрэтс» впервые перевели Фанслера в состав команды Высшей лиги вместе с Сэмми Халифой, Бобом Паттерсоном и Майком Брауном. Он дебютировал в МЛБ 6 сентября 1986 года, выйдя стартовым питчером на матч против «Атланта Брэйвз» на «Атланта-Фултон Каунти-стэдиум». Внизу третьего иннинга против него вышел Боб Хорнер, который выбил гранд-слэм и вывел «Брэйвз» вперёд; «Пайрэтс» проиграли, а Фанслер заработал поражение. Лучший старт в сезоне выдал 18 сентября в матче против «Монреаль Экспос», впервые в карьере проведя на горке 6 иннингов и пропустив только один ран. Единственный хит в карьере выбил 4 октября на «Шей-стэдиум» против Боба Охеды; это была последняя игра Фанслера в лиге.
Позже питчер перенёс несколько операций на вращательной манжете плеча, первая из которых состоялась в 1987 году. В 1990 году в середине сезона он получил травму лодыжки, а также бурсит плечевого сустава. В 1994 году, после очередного сезона в низших лигах, Фанслер завершил карьеру, после чего он работал тренером в фарм-клубах «Монреаль Экспо» и «Техас Рейнджерс».

## Личная жизнь
В 1991 году женился. Из бейсбола ушёл после того, как завёл детей. В 2006 году Фэнслер жил в родном Бекли, и вместе со своим тестем работал над изготовлением горнодобывающего оборудования. В 2020 году сын Стэна, Хантер, играл в бейсбол в Университете Маршалла.